# Астма та алергія
«Астма та алергія» — спеціалізований український науково-практичний журнал, що публікує наукові статті з респіраторної медицини та алергології, досягнення в діагностиці, лікуванні, профілактиці алергічних захворювань, бронхіальної астми, ХОЗЛ тощо. Головний редактор — доктор медичних наук, професор Гуменюк Галина Львівна. У липні 2020 року журнал включений до Переліку наукових фахових видань України (категорія Б)

## Зміст
У журналі публікуються огляди науковців-медиків в області алергодіагностики, диференціальної діагностики, фармакологічної терапії алергічних захворювань, специфічній імунотерапії алергенами СІТ), а також інформація з алергології та пульмонології з українських і міжнародних конгресів (ERS, EAACI, Asthma-Congress і ін.), рекомендації українських та світових респіраторних спільнот, ВООЗ, дослідження про нові ліки.

## Засновники
- ДУ «Національний інститут фтизіатрії і пульмонології імені Феофіла Яновського НАМН України»
- Асоціація спеціалістів з проблем бронхіальної астми та алергії України

## Критика
У 2017 році в журналі було опубліковано статтю «Медико-психологічний аспект чудотворних ікон» про лікувальну дію таких ікон. Низка науковців назвали її псевдонауковою та «мракобісною». З огляду на це активісти громадської ініціативи «Дисергейт» організували обговорення у фейсбуці та присудили журналу антипремію Академічна негідність-2017 в номінації «Смітниковий журнал» за відсутність належного рецензування.